# Stacy Ndiwa
Stacy Ndiwa (ur. 6 grudnia 1992 w Moiben) – kenijska lekkoatletka specjalizująca się w biegach średniodystansowych.

## Osiągnięcia
| Rok  | Impreza                                   | Miejsce   | Konkurencja      | Pozycja     | Wynik   |
| ---- | ----------------------------------------- | --------- | ---------------- | ----------- | ------- |
| 2008 | Mistrzostwa świata juniorów               | Bydgoszcz | bieg na 1500 m   | 12. miejsce | 4:40,58 |
| 2008 | Igrzyska Wspólnoty Narodów młodzieży      | Pune      | bieg na 1500 m   | 1. miejsce  | 4:20,16 |
| 2011 | Mistrzostwa Afryki juniorów               | Gaborone  | bieg na 1500 m   | 3. miejsce  | 4:15,84 |
| 2015 | Mistrzostwa świata w biegach przełajowych | Guiyang   | bieg seniorek    | 5. miejsce  | 26:16   |
| 2015 | Mistrzostwa świata w biegach przełajowych | Guiyang   | drużyna seniorek | 2. miejsce  |         |

## Rekordy życiowe
- Bieg na 1500 metrów – 4:06,10 (2014)